# Hydaticus basicollis
Hydaticus basicollis är en skalbaggsart som beskrevs av Régimbart 1905. Hydaticus basicollis ingår i släktet Hydaticus och familjen dykare. Inga underarter finns listade i Catalogue of Life.